# Лофа (графство)
Лофа (англ. Lofa) — одно из графств Либерии. Административный центр — город Воинджама. Название связано с названием реки Лофа.

## География
Расположено в северо-западной части страны. Граничит с Гвинеей (на севере и востоке), Сьерра-Леоне (на западе), а также с графствами Гбарполу (на юге) и Бонг (на юго-востоке). Площадь составляет 9978 км².

## Население
Население по данным переписи 2008 года — 270 114 человек; средняя плотность населения — 27,07 чел./км².
Динамика численности населения графства по годам:
| 1984    | 1986    | 2008    | 2013    |
| ------- | ------- | ------- | ------- |
| 199 242 | 261 000 | 270 114 | 279 349 |

## Административное деление
В административном отношении делится на 6 округов (население — 2008 г.):
- Фоия (Foya) (711 364 чел.)
- Принс-Дорборян (Prince Dorboryan) (59 057 чел.)
- Салаеа (Salayea) (22 968 чел.)
- Вахун (Vahun) (16 876 чел.)
- Воинджама (Voinjama) (40 730 чел.)
- Зорзор (Zorzor) (40 352 чел.)